# Университет Российского инновационного образования
Университет Российского инновационного образования (УРИО) — российское высшее учебное заведение в Москве. В январе 2016 года лишено государственной аккредитации на ведение образовательной деятельности.
Является старейшим в России независимым университетом.

## История
12 февраля 1969 года создан «Институт повышения квалификации преподавателей педагогических дисциплин университетов и педагогических вузов».
1 декабря 1992 года открыт филиал в Челябинске.
В 1995 году Институт повышения квалификации преподавателей педагогических дисциплин университетов и педагогических вузов Академии педагогических наук СССР был преобразован в Университет Российской академии образования.
В 1997 году на базе Сибирского отделения Российской академии образования открыт филиал УРАО в Красноярске (ректор — академик РАО А. И. Таюрский).
В 1997 году, 1 апреля создан филиал УРАО в г. Череповец.
В настоящее время в университете обучаются более 18 тысяч студентов и аспирантов. Университет имеет 17 филиалов по всей территории России.
В 2013 году в ходе мониторинга Министерства образования и науки Российский Федерации сам университет и его филиалы признаны эффективным.
Издаёт (с 1996 года) научный журнал «Вестник Университета Российской академии образования» и художественно-публицистическое приложение «PROСВЕТ».
В январе 2016 года образовательное учреждение было реорганизовано в автономную некоммерческую организацию высшего образования «Университет Российского инновационного образования».
Приказом Рособрнадзора № 108 от 29.01.2016 года была прекращена государственная аккредитация образовательной деятельности по ряду направлений НОУ ВПО «Университет Российской академии образования».

## Факультеты
- Довузовской подготовки
- Гуманитарных и социальных наук
- Журналистики и рекламы
- Иностранных языков
- Информационных технологий
- Повышения квалификации
- Психологический
- Художественный
- Экономики и бизнеса
- Юридический